# 厄他培南
厄他培南（英語：Ertapenem）是一种碳青霉烯类抗生素，由默沙东以怡万之为商品名销售。结构上，厄他培南与美罗培南非常相似，前者有一个1-β-甲基。

## 引用
1. ↑  Papp-Wallace KM, Endimiani A, Taracila MA, Bonomo RA. . Antimicrob. Agents Chemother. November  2011, 55 (11): 4943–60. PMC 3195018 . PMID 21859938. doi:10.1128/AAC.00296-11.